# Joe Peacott
Joe Peacott es un escritor anarquista individualista residente en los Estados Unidos. Es la figura principal de BAD Press, una editorial de filosofía anarcoindividualista. Su trabajo en economía y sociología ha sido editado por la Libertarian Alliance y recibido favorablemente por los principales académicos anarquistas tales como Kevin A. Carson. 

Ha realizado actividades antibélicas en Anchorage, Alaska.

## Ideología
Peacott, de pensamiento liberal y siguiendo la tradición de los individualistas norteamericanos del siglo XIX, apoya la propiedad privada en el sentido de propiedad en base al trabajo y el comercio, con excepción de la propiedad de la tierra, en que el derecho de propiedad es de ocupación o de utilización, oponiéndose a la obtención de beneficio económico. En lo ideológico, se opone tanto al capitalismo como al socialismo estatal. 